# Межево
Межево (пол. Mierzewo) — село в Польщі, у гміні Неханово Гнезненського повіту Великопольського воєводства.
Населення — 287 осіб (2011).
У 1975—1998 роках село належало до Познанського воєводства.

## Демографія
Демографічна структура станом на 31 березня 2011 року:
|          | Загалом | Допрацездатний вік | Працездатний вік | Постпрацездатний вік |
| -------- | ------- | ------------------ | ---------------- | -------------------- |
| Чоловіки | 161     | 46                 | 104              | 11                   |
| Жінки    | 126     | 31                 | 74               | 21                   |
| Разом    | 287     | 77                 | 178              | 32                   |